# Todros ben Yosef Abū-l-'Afiya
Todros ben Yosef Abū-l-'Afiya —טודרוס בן יוסף אבולעפא (hebreu)— (c. 1225-1285) fou un talmudista i poeta hebraic. Era nebot de Meir Abulafia i gran rabí de Castella. És l'autor de l'Otzar HaKavod, un comentari místic sobre l'Aggadah.